# Égalisation RIAA

Courbe d'égalisation RIAA (à la lecture / à l'enregistrement)

L'égalisation RIAA (ou correction RIAA) est la spécification de lecture/enregistrement de disques microsillons en vinyle standard, établie par la Recording Industry Association of America (RIAA) et utilisée progressivement à partir de 1954 dans la fabrication des disques microsillons. Auparavant, de nombreuses normes différentes co-existaient . La norme RIAA permet d’atténuer les basses fréquences d'un son avant sa gravure sur disque microsillon et de les restituer au moment de la lecture du disque selon une même courbe inversée (dite « correction RIAA » ou « normalisation RIAA »). 
Sans correction au moment de l'enregistrement, le burin graveur effectue des mouvements de grande ampleur pour inscrire les basses fréquences sur le disque ce qui a plusieurs inconvénients (difficulté physique pour le stylet de suivre précisément le mouvement imposé par les fréquences ce qui crée de la distorsion, occupation d'une place importante sur le disque réduisant la durée d'enregistrement possible).  
Les fréquences sont restituées lors de la lecture sur une platine vinyle grâce à un circuit électronique spécialement conçu pour cet usage situé entre la platine et l'amplificateur par exemple à l'aide d'une D.I. conçue à cet effet ou d'un amplificateur « phono » incluant la correction RIAA qui permet de restituer les fréquences atténuées.

## Courbe RIAA

### Courbe RIAA originale
La Recording Industry Association of America a standardisé la courbe d'égalisation en 1954, remplaçant l'ensemble des autres courbes utilisées. La courbe RIAA (ou RIAA Reproduction Curve) s'obtient à l'aide de la formule suivante :
{\displaystyle dB=10\log _{10}\left(1+{\frac {1}{4\pi ^{2}f^{2}t_{2}^{2}}}\right)-10\log _{10}\left(1+{\frac {1}{4\pi ^{2}f^{2}t_{1}^{2}}}\right)-10\log _{10}\left(1+4\pi ^{2}f^{2}t_{3}^{2}\right)}
où
{\displaystyle f} est la fréquence, {\displaystyle t_{1}} la constante de temps des graves (3 180 μs), {\displaystyle t_{2}} la constante de temps des médiums (318 μs) et {\displaystyle t_{3}}la constante de temps des aigus (75 μs).

### Courbe RIAA/IEC
En 1970, la Commission électrotechnique internationale (CEI) a proposé la courbe RIAA/IEC, une nouvelle version de la courbe de reproduction RIAA à laquelle une constante de temps supplémentaire qui modifie les sons très graves a été ajoutée :
{\displaystyle dB=10\log _{10}\left(1+{\frac {1}{4\pi ^{2}f^{2}t_{2}^{2}}}\right)-10\log _{10}\left(1+{\frac {1}{4\pi ^{2}f^{2}t_{1}^{2}}}\right)-10\log _{10}\left(1+{\frac {1}{4\pi ^{2}f^{2}t_{4}^{2}}}\right)-10\log _{10}\left(1+4\pi ^{2}f^{2}t_{3}^{2}\right)} où {\displaystyle t_{4}} est la constante de temps des très graves (7 950 μs). Elle n'a toutefois connu que peu de succès et la courbe RIAA originale reste à ce jour plus utilisée.